# Рыскулова, Айгуль Маратбековна
Айгуль Рыскулова (род. 23 ноября 1964, Фрунзе, Киргизская ССР, СССР) — киргизский политик, занимавшийся ситуацией в Оше и Джалал-Абаде после событий 2010 года. Полномочный представитель Кыргызстана в Комиссии по экономическим вопросам при Экономическом совете СНГ с 4 февраля 2020 года. Вице-мэр Бишкека с 2014 по 2018 год.

## Биография
Айгуль Рыскулова окончила Кыргызский Государственный Университет в 1983 году, обучившись на юридическом факультете. Также в 1995 году она окончила Академию труда и социальных отношений, в городе Москва, по специальности "экономист труда".

## Профессиональная деятельность
С 1982 по 1987 год работала секретарем судебного заседания Аламединского районного народного суда, после чего стала старшим секретарем по уголовным делам Первомайского районного суда города Бишкек.
В 1989 году Айгуль Рыскулова была консультантом Первомайского районного суда Бишкека, а в 1990 - помощником председателя Первомайского районного суда Бишкека.
С 1995 по 1996 год работала юристом-консультантом первой категории главного управления занятости Бишкека, далее начальником сводно-экономического управления Министерства труда и социальной защиты Кыргызстана.
В 1997 году она становится начальником главного управления социальной защиты Бишкека, после чего назначена директором Государственного департамента занятости населения при Министерстве труда и социальной защиты Кыргызстана.
В 2003 году Айгуль Рыскулова была назначена руководителем аппарата Социального фонда КР. Также в 2005 году ее назначают первым заместителем председателя Социального фонда Кыргызстана.
С 2006 по 2007 год работала председателем Государственного комитета КР по миграции и занятости.
До 30 марта 2007 года Айгуль Рыскулову назначили исполняющим обязанности председателя Государственного комитета КР по миграции и занятости, председатель Госкомитета по миграции и занятости. С 24 октября в связи с принятием новой Конституции и до формирования нового правительства - вновь исполняющий обязанности.
С декабря 2007 по октябрь 2009 - председатель Государственного комитета миграции и занятости Кыргызстана. Также в 2009 по 2010 год она работала Министром труда, занятости и миграции Кыргызстана.
14 июня 2010 года назначена представителем председателя Временного Правительства по вопросам оказания помощи пострадавшим и беженцам в результате событий, произошедших в городе Ош, Ошской и Джалал-Абадской областей.
С 2011 по 2012 год была Министром по социальной защите населения. К тому же, с января по август 2012 года работала заместителем руководителя аппарата правительства Кыргызстана.
С мая по август 2012 - председатель наблюдательного совета микрокредитного агентства "Ала-Тоо Финанс" при Министерстве молодежи, труда и занятости КР.
С августа по сентябрь 2012 года - председатель Государственной регистрационной службы. 18 сентября 2012 года Айгуль Рыскулова была освобождена от занимаемой должности председателя ГРС.
С 2014 по 2018 года работала вице-мэром столицы Кыргызстана. В то время она курировала вопросы здравоохранения, образования и социально-культурного блока. Позже, в марте 2021 ушла в отставку в связи с переходом на другую работу. В феврале 2020 года Айгуль Рыскулова получила должность полномочного представителя Кыргызстана в комиссии по экономическим вопросам при Экономическом совете СНГ.

## Награды
- Айгуль Рыскулова — Государственный советник 2-го класса[6].
- В 1999 году Айгуль Рыскулова была награждена Почетной грамотой Кыргызстана.
- В 2008 году она получила медаль "За заслуги" Федеральной миграционной службы Российской Федерации.
- К тому же, в 2009 году она стала членом совета безопасности Кыргызстана.
- 5 марта 2011 году она получила почетное звание заслуженного работника государственной службы Кыргызстана.
- 9 июня 2011 году была награждена "Почетной грамотой" Российской Федерации за активную деятельность в развитии международных, гуманитарных и общественных связей.
- 30 июня 2011 года Айгуль Рыскулова награждается орденом Международной организации по гражданской обороне.
- Грамота Содружества Независимых Государств (3 сентября 2011 года) — за активную работу по укреплению и развитию Содружества Независимых Государств[7].
- За особый вклад в развитие Кыргызстана Бишкекский пресс-клуб (BPC) наградил ее специальным призом "Гордость Кыргызстана".
- 5 июня 2017 года награждена медалью «Данк»[8].

## Интересные факты
Айгуль Рыскулова автор книги "Политика государства на рынке труда в период перехода к рыночным отношениям".
Она также является Президентом республиканского общественного объединения "Женская футбольная лига".

## Семья
Замужем, есть сын.